# Paka (żupania pożedzko-slawońska)
Paka – wieś w Chorwacji, w żupanii pożedzko-slawońskiej, w gminie Čaglin. W 2011 roku liczyła 33 mieszkańców.